# Puigmoltó (el Montmell)
El Puigmoltó és una muntanya de 544 metres que es troba entre els municipis de Vila-rodona, a la comarca de l'Alt Camp i del Montmell, a la comarca del Baix Penedès.